# Lefty Frizzell
William Orville „Lefty“ Frizzell (* 31. März 1928 in Corsicana, Texas; † 19. Juli 1975 in Nashville, Tennessee) war ein US-amerikanischer Country-Sänger und Songschreiber. Er gehörte in den 1950er Jahren zu den wichtigsten Vertretern des Honky Tonk. Seine Kompositionen waren bis weit in die 1980er Jahre in den Country-Charts vertreten.

## Biografie

### Anfänge
„Lefty“ Frizzell wurde 1928 als Sohn von Naamon und A.D. Frizzell in Corsicana, Texas geboren; die Familie zog aber bald nach seiner Geburt nach El Dorado in Arkansas. Von seinen acht Geschwistern arbeiteten auch seine Brüder David und Allan im Musikgeschäft. Bereits im Alter von zehn Jahren versuchte er, die Songs eines seiner Vorbilder Jimmie Rodgers nachzusingen und trat ein Jahr später damit bei einer Schulveranstaltung das erste Mal öffentlich auf. 
Im Jahr 1940, im Alter von zwölf Jahren, gewann er beim Radiosender KELD in El Dorado einen Talentwettbewerb, zwischenzeitlich hatte er auch Gitarrespielen gelernt. Nachdem sein Vater von der Armee eingezogen worden war, begann Lefty Frizzell, das Einkommen der Familie mit Gelegenheitsjobs aufzubessern. Dazu gehörten auch Auftritte in Dancehalls in Greenville in Texas. Nach einem erneuten Umzug nach Paris in Texas bekam er beim Radiosender KPET eine 15-Minuten-Show. Bereits zu dieser Zeit begann er eigene Songs zu schreiben, mit denen er 1944 auf einem Talentwettbewerb erneut Erfolg hat. 
Am 12. März 1945, im Alter von 16 Jahren heiratete er Alice Harper und zog mit ihr nach Authers in Oklahoma, wo er elf Monate später Vater einer Tochter wurde. Nach der Rückkehr seines Vaters aus dem Krieg zogen beide Familien nach Roswell in New Mexico, wo er beim Sender KFGL eine halbstündige Sendung bekam. Die Sendung lief recht erfolgreich, so dass er bald darauf eine ganze Stunde senden durfte. Im April 1948 stellte er sich beim Sender KWKH vor, um bei der erfolgreichen Sendung Louisiana Hayride anzufangen, wurde aber zugunsten von Hank Williams abgelehnt. Dies brachte ihn zur Einsicht, dass er eine Band benötigte.

### Karriere
Zu Beginn der 1950er Jahre war er mit seiner Band Westerneers eine lokale Größe. Seine Fans überredeten ihn, eine Platte zu machen, und so fuhr er mit einer Probeaufnahme nach Dallas. Dort traf er auf Jim Beck. Die Aufnahmen fanden zwischen dem 25. Juli 1950 und dem 11. Januar 1951 statt. Anschließend ging es auf Tournee. Im Januar 1952 waren sieben seiner Aufnahmen in den Billboard-Charts vertreten. In den nächsten Jahren bis zu seinem Tod folgten zahlreiche Plattenaufnahmen und Liveauftritte.

### Ehrungen und Tod
1963 wurde Frizzell für den Grammy nominiert. 1972 wurde er in die Nashville Songwriters Hall of Fame aufgenommen, und für den Song If You've Got the Money, I've Got the Time erhielt er einen Grammy Hall of Fame Award. Trotz des Erfolgs verschlimmerte sich seine Alkoholabhängigkeit, am 19. Juli 1975 erlitt er einen Schlaganfall und starb im Alter von 47 Jahren. Er wurde in den Forest Lawn Memorial Gardens in Goodlettsville in Tennessee beigesetzt.